# Иеремия (пророк)
Иеремия (около 650 – 570 г. пр. Хр) е един от основните пророци в Библията (Стария завет). Той е автор на „Книга на Иеремия“, „Книга на царете“ и „Плачът на Иеремия“, с редакцията и помощта на Барух бен Нерия. Роден е в Анатот – свещенически град в земите на Вениаминовото коляно, недалече от Йерусалим. Предсказва падането на Йерусалим, а по време на вавилонския плен пише книгата „Плачът на Иеремия“.
Юдаизмът счита „Книга на Иеремия“ за част от канона си и Иеремия за втори от основните си пророци. Християнството и ислямът също считат Иеремия за свой пророк.
За живота на пророк Иеремия се знае най-много от всички останали пророци, защото в Библията са описани множество от неговите действия, свързани със служба към Бога, както и много от нещата, които му се случват.

## Храмове в България
В България денят на Иеремия се чества на 1 май . В страната има няколко храма, посветени на пророк Иеремия:
- черква „Св. пророк Йеремия“ – намира се в кв. „Военна рампа“, София. Част от Софийска епархия на Българската православна църква[2];
- черква „Св. пророк Йеремия“ – намира се в село Рударци, община Перник. Осветена е през 2014 година[3]. Част от Софийска епархия на БПЦ;
- черква „Св. пророк Йеремия“ – намира се в село Еленово, община Нова Загора. Построена е през 1879 година[4]. Част от Старозагорска епархия на БПЦ[5];
- черква „Св. пророк Йеремия“ - намира се в село Малък Поровец, община Исперих. Строителството на храма започва през 1924 година, като е осветен на 30 октомври 1927 г. от Доростоло-Червенския митрополит Михаил. През 2013 година е извършено обновление на храма със средства от Европейския съюз. Празничната литургия по повод обновлението е възглавена от архимандрит д-р Виктор (Мутафов), протосингел на Русенска митрополия, който служи с благословението на патриарх Неофит, временно управляващ Русенска епархия[6]. Храмът е част от Разградска духовна околия към Русенска епархия на БПЦ[7].